# 아리아나 카불 FC
아리아나 카불 FC(페르시아어: باشگاه فوتبال آریانا)는 1941년 창탄된 아프가니스탄에서 두 번째로 오래된 축구단이다.
창립해인 1941년 8월 카불에서 개최된 아프가니스탄 축구 토너먼트에 선발된 아프가니스탄 축구 국가대표팀 팀이기도 한 아리아나 FC는 인도에 3-1로 패하고 이란 과 0-0 무승부로 두 경기를 치렀다.
구단 1946년부터 1955년까지 연속으로 카불 풋볼 리그 에서 우승한 아프가니스탄에서 강팀 중 하나였다.

## 대회 기록
카불 프리미어리그
우승 ● (10): 1946, 1947, 1948, 1949, 1950, 1951, 1952, 1953, 1954, 1955